# Carl Ballantine
Pour les articles homonymes, voir Ballantine.
Carl Ballantine est un acteur américain né le 27 septembre 1917 à Chicago, Illinois (États-Unis) et mort le 3 novembre 2009 à Hollywood Hills.

## Filmographie

### Cinéma
- 1964 : La Flotte se mouille (McHale's Navy) d'Edward Montagne (en) : Torpedoman Lester Gruber
- 1966 : Les Plaisirs de Pénélope (Penelope) d'Arthur Hiller : Boom Boom
- 1968 : À plein tube (Speedway) de Norman Taurog : Birdie Kebner
- 1968 : The Shakiest Gun in the West : Abel Swanson
- 1976 : Revenge of the Cheerleaders de Richard Lerner : Dr Ivory
- 1977 : Drôle de séducteur (The World's Greatest Lover) de Gene Wilder : Uncle Harry
- 1979 : The North Avenue Irregulars de Bruce Bilson : Sam the Tailor
- 1979 : Just You and Me, Kid (en) de Leonard B. Stern (en) : Reinhoff the Remarkable
- 1986 : La Dernière Passe (The Best of Times) de Roger Spottiswoode : Arturo
- 1992 : Mr. Saturday Night de Billy Crystal : Freddie
- 1995 : Oink de Rand Ravich : The Doctor
- 1998 : Le Géant et moi (My Giant) de Michael Lehmann : Rabbi
- 1998 : Susan a un plan (Susan's Plan) de John Landis : Harold Beyers
- 2000 : Ticket gagnant (The Million Dollar Kid) : Lieutenant
- 2002 : Farewell to Harry (en) de Garrett Bennett : Hickey
- 2006 : Aimee Semple McPherson (en) de Richard Rossi : Realtor in China

### Télévision
- 1962 : Sur le pont, la marine ! (McHale's Navy) (série télévisée) : Lester Gruber (1962-1966)
- 1968 : Premiere - épisode Out of the Blue (TV) : Claude
- 1969 : The Queen and I (série télévisée) : Becker
- 1971 : Le Virginien (TV) saison 9 épisode 15 (The Politician) : Matty Ryan
- 1973 : Saga of Sonora (TV)
- 1973 : The Girl Most Likely to… (en) (TV) : Dr Hankim
- 1975 : Au feu, les pompiers ! (The Fireman's Ball) (TV)
- 1976 : How to Break Up a Happy Divorce (en) (TV) : Conductor
- 1980 : One in a Million (en) (série télévisée) : Max Kellerman
- 1986 : Blacke's Magic (en) (TV)
- 1988 : Garfield et ses amis (série télévisée) : Al Swindler (voix)